# Aigle-Klasse
Die Aigle-Klasse  war eine Schiffsklasse von sechs Großzerstörern (franz. Contre-Torpilleurs) der französischen Marine (franz. Marine nationale française) im Zweiten Weltkrieg. Sie war Nachfolger der Guépard-Klasse und Vorgänger der Vauquelin-Klasse. Fünf Schiffe der Klasse gingen während des Zweiten Weltkriegs verloren.

## Maschinenanlage
Die Antriebsanlage der Aigle-Klasse bestand aus vier Penhoët-Kesseln und zwei Parsons-Turbinen. Diese trieben über zwei Antriebswellen die beiden Schrauben an. Die Maschinen leisteten 64.000 WPS. Damit konnte eine Höchstgeschwindigkeit von 36 kn (etwa 67 km/h) erreicht werden.

## Bewaffnung
Die Hauptartillerie der Aigle-Klasse bestand aus fünf 13,86-cm-Geschützen L/40 des Modells 1927 in Einzelaufstellung. Diese Kanone konnte eine 40,4 Kilogramm schwere Granate über eine maximale Distanz von 19.000 m feuern. Als Flugabwehrbewaffnung verfügte die Aigle-Klasse bei Indienststellung über vier 3,7-cm-Flugabwehrkanonen L/60 des Modells 1925 in Einzelaufstellung. Als Torpedobewaffnung verfügten die Zerstörer über sechs Torpedorohre in zwei Dreiergruppen für den Torpedo 23DT Toulon. Zur U-Boot-Abwehr besaß die Aigle-Klasse vier Wasserbombenwerfer am Heck mit zusammen 44 Wasserbomben.

## Einheiten
| Name     | Bauwerft                                                 | Kiellegung       | Stapellauf       | Indienststellung  | Verbleib |
| -------- | -------------------------------------------------------- | ---------------- | ---------------- | ----------------- | --- |
| Aigle    | Ateliers et Chantiers de France, Dünkirchen              | 8. Oktober 1928  | 19. Februar 1931 | 10. Oktober 1932  | Am 27. November 1942 in Toulon selbstversenkt, am 10. Juli 1943 von Italien gehoben, am 24. November 1944 durch Luftangriff erneut versenkt, das Wrack wurde ausgeschlachtet und abgebrochen.                 |
| Vautour  | Forges et Chantiers de la Méditerranée, La Seyne-sur-Mer | 30. Januar 1929  | 26. August 1930  | 2. Mai 1932       | Am 27. November 1942 in Toulon selbstversenkt, am 17. Januar 1944 von Italien gehoben, am 4. Februar 1944 durch Luftangriff erneut versenkt, das Wrack wurde abgebrochen.                                     |
| Albatros | Ateliers et Chantiers de la Loire, Nantes                | 21. Februar 1929 | 27. Juni 1930    | 25. Dezember 1931 | Am 8. November 1942 schwer beschädigt bei Casablanca gestrandet, nach dem Krieg geborgen, instand gesetzt und wieder in Dienst gestellt. Am 9. September 1959 außer Dienst gestellt und abgebrochen.          |
| Gerfaut  | Ateliers et Chantiers de Bretagne, Nantes                | 13. Mai 1929     | 14. Juni 1930    | 30. Januar 1932   | Am 27. November 1942 in Toulon selbstversenkt, am 7. Juni 1943 von Italien gehoben, am 7. März 1944 durch Luftangriff erneut versenkt, das Wrack wurde abgebrochen.                                           |
| Épervier | Arsenal de Lorient, Lorient                              | 18. August 1930  | 14. August 1931  | 1. April 1934     | Am 9. November 1942 wurde die Épervier von dem Leichten Kreuzer Aurora bei Oran angegriffen und schwer beschädigt. Die Épervier lief auf Grund und wurde als Totalverlust abgeschrieben.                      |
| Milan    | Arsenal de Lorient, Lorient                              | 1. Dezember 1930 | 13. Oktober 1931 | 20. April 1934    | Während der Seeschlacht von Casablanca am 8. November 1942 wurde die Milan von dem Zerstörer Wilkes angegriffen und schwer beschädigt. Die Milan lief am Strand auf und wurde als Totalverlust abgeschrieben. |